# Münzkabinett (Dresden)

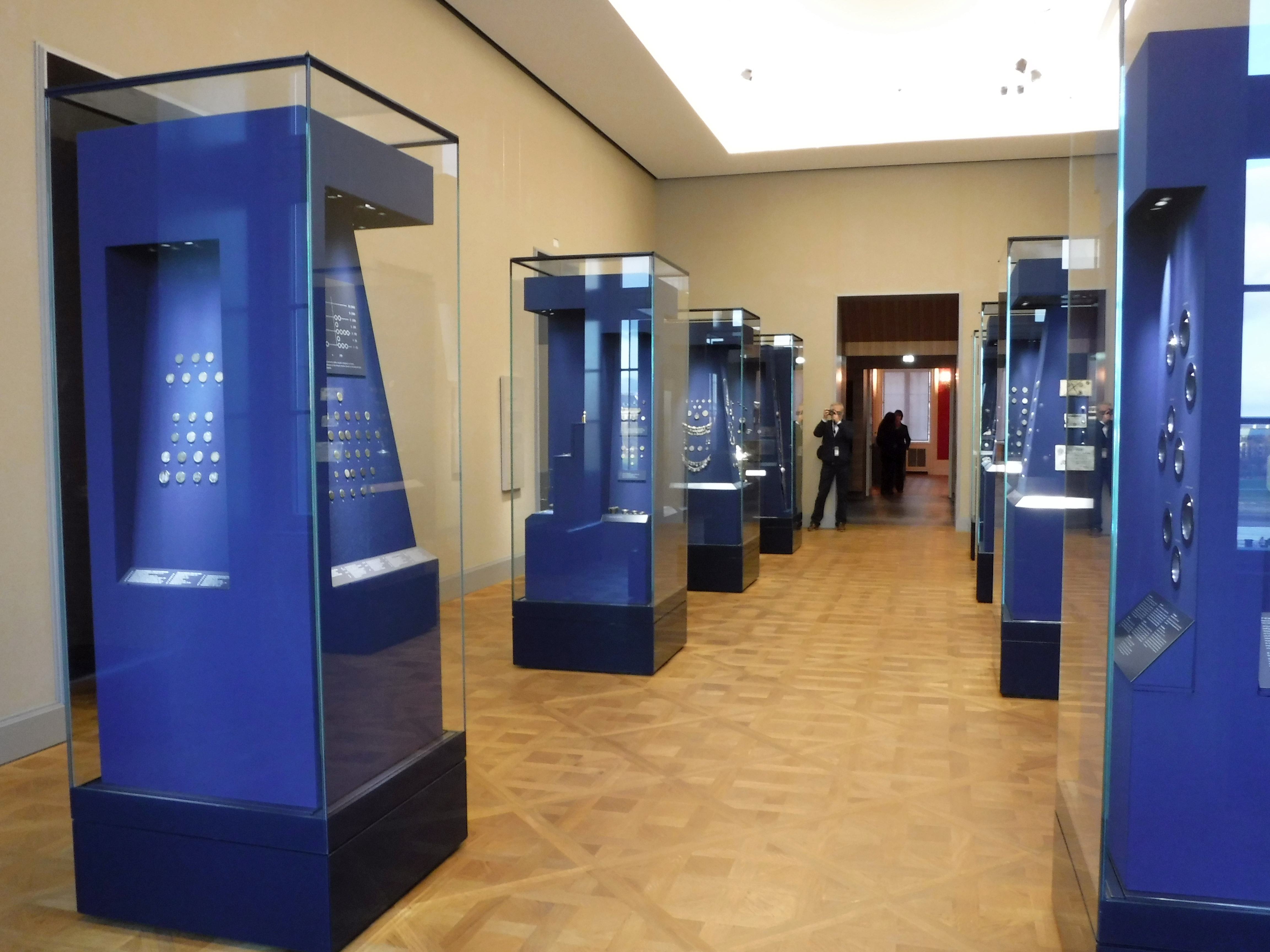
Einer der vier Räume des Münzkabinetts (2015)

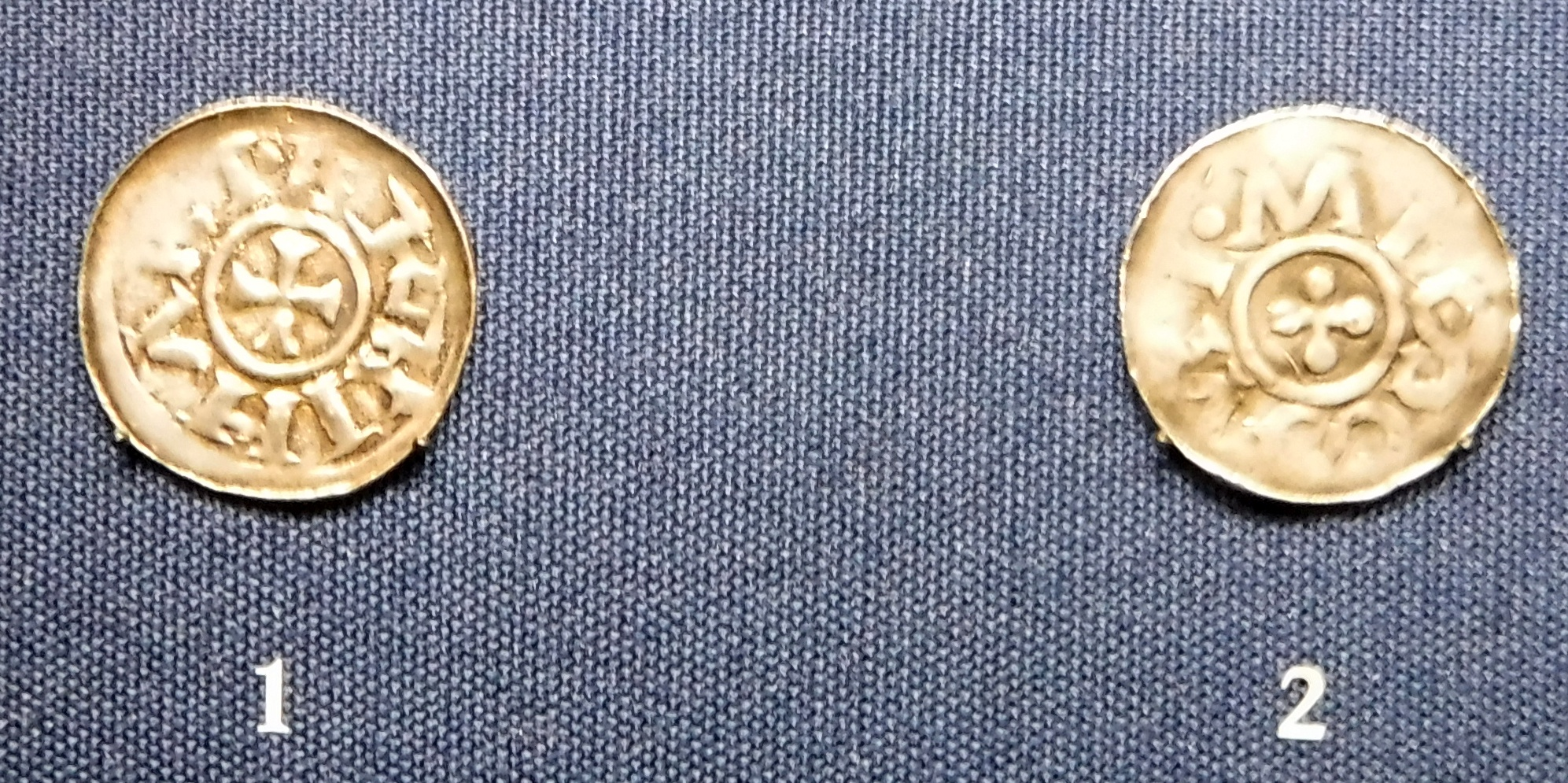
Älteste Münzen der Markgrafen von Meißen, unter Ekkehard I. geprägt (Regierungszeit 985–1002)

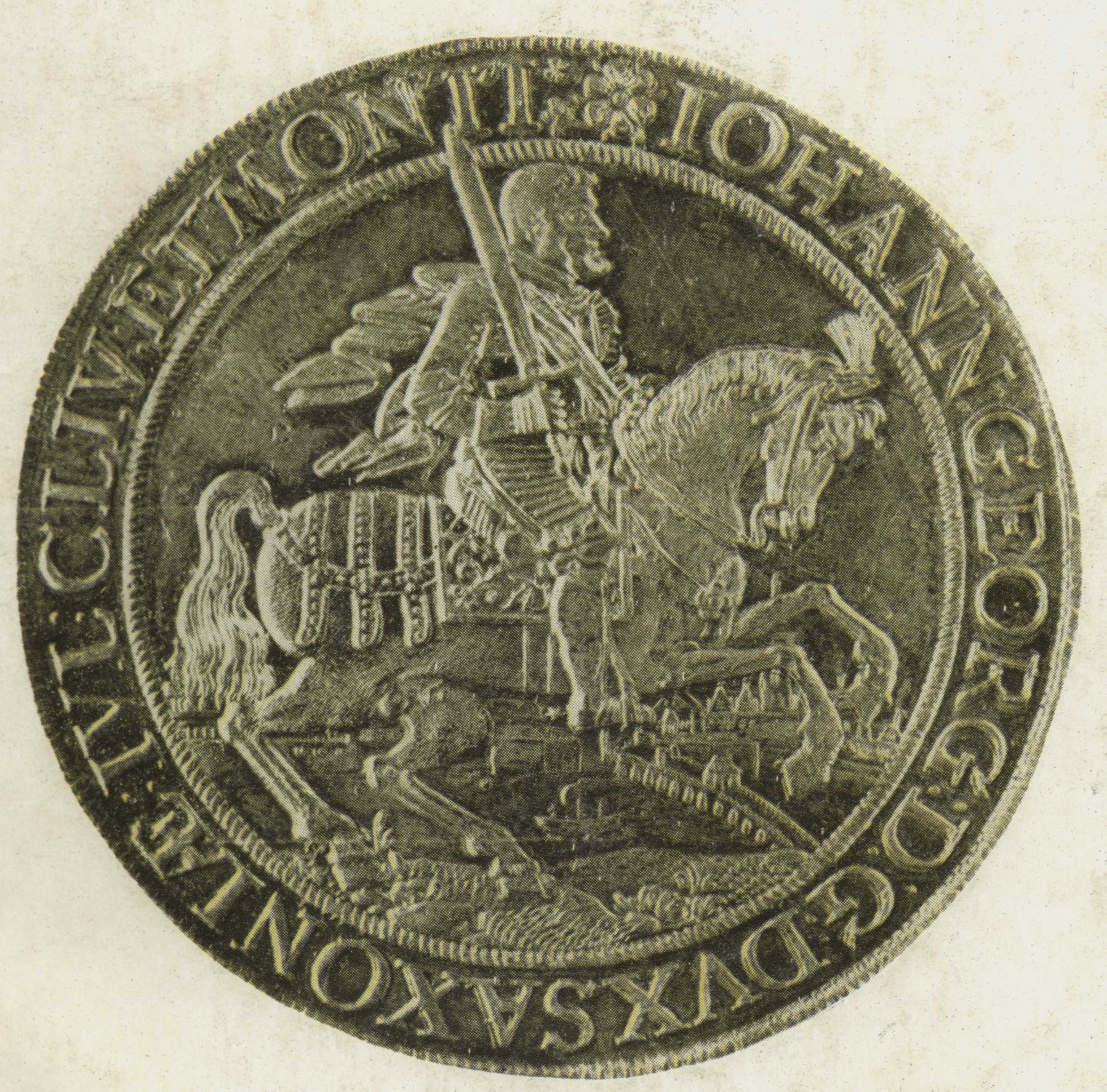
Schautaler von 1628 mit dem reitenden Kurfürsten Johann Georg I. von Sachsen und dem Kursächsischen Gesamtwappen

Das Münzkabinett in Dresden ist eine Sammlung historischer Münzen, Banknoten, Medaillen, Wertpapiere, Orden und Ehrenzeichen, Petschaften und Siegelabdrücken, Prägestempeln der Sächsischen Staatsmünze Dresden und Muldenhütten und münztechnischer Geräte, die ihren Ursprung im frühen 16. Jahrhundert hat. Sie gehört damit zu den ältesten deutschen Münzsammlungen und ist mit etwa 300.000 Einzelstücken nach der Berliner und neben der Münchner Sammlung die umfangreichste ihrer Art in Deutschland und eines der größten und bedeutendsten Münzkabinette in Europa.
Das numismatische Museum gehört zu den Staatlichen Kunstsammlungen Dresden und befindet sich im Dresdner Residenzschloss.

## Geschichte
Die Sammlung geht zurück auf Georg den Bärtigen. In einem Ausgabenbuch des Herzogs wird der deutsche Medailleur Hans Schwarz 1518 als Gestalter mehrerer Medaillen der Sammlung erwähnt.
Kurfürst August erweiterte die Sammlung durch Anstellung bedeutender Medailleure wie Valentin Maler aus Nürnberg und Tobias Wolff aus Breslau und den Erwerb von Bleiabgüssen fehlender Originale. Johann Georg II. von Sachsen ließ die Münzsammlung aus der Kurfürstlichen Kunstkammer ausgliedern und neu ordnen.
Mit der unter den Kurfürsten aufkommenden Sammelleidenschaft für Münzen im 18. Jahrhundert wurde die Sammlung bedeutend erweitert. Eng damit verbunden ist August der Starke. Dieser erwarb 1716 die Sammlung des Generals von Birckholtz und 1718 eine Sammlung antiker Münzen aus dem Nachlass von Herzog Moritz Wilhelm von Sachsen-Zeitz.
Nach 1743 war die Sammlung im Taschenbergpalais untergebracht. Im Jahr 1786, unter Kurfürst Friedrich August III. von Sachsen (ab 1806 König Friedrich August I. von Sachsen), wurde sie zusammen mit der kurfürstlichen Bibliothek und der Antikensammlung im Japanischen Palais, dem neu umgebauten „Museum Saxonicum“, eingerichtet. Unter König Friedrich August I. von Sachsen gelangten mehrere große Privatsammlungen in das Münzkabinett. Darunter befanden sich das Groschenkabinett von Hofrat David Samuel von Madai mit etwa 9.000 Münzen und die Goldmünzensammlung des Abbé und Hofkaplans Joseph Gotthard Baumgarten (1737–1816). Die Sammeltätigkeit konzentrierte sich in dieser Zeit zunehmend auf mittelalterliche und sächsische Münzen.
Im Jahr 1831 gelangte das Münzkabinett unter staatliche Verwaltung, wodurch mit höheren finanziellen Mitteln weitere Ankäufe ermöglicht wurden. Aus dem Nachlass von Prof. Moritz Steinla konnten im Jahr 1858 die antiken Münzen erworben werden. In den 1870er-Jahren kamen die Mittelaltersammlung mit 29.000 Einzelstücken und die Bibliothek, bestehend aus 1.400 Bänden aus dem Nachlass des Rittergutsbesitzers Rudolf Benno von Römer (1803–1871) hinzu.
Im Jahr 1877 zog das Münzkabinett in das Residenzschloss um. Zwischen 1911 und 1954 war es im Kanzleigebäude am Stallhof eingerichtet. Der größte Ankauf in dieser Zeit war im Jahr 1916 die Kleinmünzensammlung Geinitz mit 39.000 Einzelstücken.
Im Zweiten Weltkrieg ist von der Sammlung nichts verloren gegangen, allerdings wurde das Kanzleigebäude – der Ausstellungsort derselben – durch die Luftangriffe auf Dresden im Februar 1945 vollkommen zerstört. Nach Kriegsende wurde die Sammlung in die Sowjetunion gebracht. In den Jahren 1958 und 1959 erhielt Dresden die Sammlung zurück, jedoch ohne die zugehörigen Bücher und Zeitschriften. Die Ausstellung erfolgte im Albertinum, weil das Residenzschloss und das Kanzleigebäude im Krieg völlig zerstört worden waren. Durch die dort untergebrachten Kunstsammlungen waren die Räumlichkeiten allerdings sehr beschränkt, sodass nur eine Auswahl der Sammelstücke gezeigt werden konnte.
Durch den Wiederaufbau des Residenzschlosses ist die Sammlung wieder dort präsent; bis zur Fertigstellung der für das Münzkabinett vorgesehenen Räumlichkeiten im Jahr 2015 konnte deren Ausstellung jedoch nur eingeschränkt erfolgen. Seit Juni 2015, und damit nach 11 Jahren Bauzeit, hat das Münzkabinett im Schloss wieder dauerhafte Ausstellungsflächen sowie eine eigene Bibliothek mit Studiensaal.

## Ausstellung
Ungefähr 3.300 Exponate, welche die Geschichte des Geldes von der Antike bis zur Gegenwart repräsentieren, werden in den ehemals fürstlichen Wohnräumen im Georgenbau des Residenzschlosses gezeigt. Darüber hinaus können Besucher sich in einer 30.000 Titel umfassenden Spezialbibliothek in die Welt der Münz-, Währungs- und Kunstgeschichte vertiefen oder im Studiensaal arbeiten.
Die Ausstellung ist in vier Bereiche (Räume) gegliedert:
- „Bergbau und Münzprägung in Sachsen“ gibt einen Überblick über die 900-jährige Münzgeschichte im meißnisch-sächsischen Gebiet.
- „Der Kosmos des Geldes“ behandelt die Entwicklung des Geldwesens von der Antike bis zur Gegenwart.
- „Rund ums Geld“ betrachtet das Thema Geld in unterschiedlichen Aspekten.
- „Medaillen und Orden“ zeigt die Entwicklung der Medaillenkunst von der Renaissance bis zur Gegenwart.

Das älteste Objekt des Museums ist eine über 2500 Jahre alte Elektron-Münze aus Lydien, welche unter König Alyattes II. geprägt worden ist, während dessen Regentschaft die ersten Münzen der Weltgeschichte geprägt wurden.